# Полторан, Иван Яковлевич
Иван Яковлевич Полторан (18 октября 1903 год, с. Бабуничи, Российская Империя – 17 декабря 1972 года) — советский металлург, организатор промышленности.

## Биография
Родился 18 октября 1903 года в селе Бабуничи
Окончил Сибирский институт черных металлов, инженер-металлург.
Награждён орденами Трудового Красного Знамени, Отечественной войны І и ІІ степеней, Красной Звезды (1943).
Директор Петровск-Забайкальского металлургического завода, заместитель председателя Читинского совнархоза (1957). В 1961—1964 гг. — директор Орско-Халиловского металлургического комбината.
К началу его руководства ОХМК переживал кризисный период
Делегат XIX-го съезда ВКП(б).
Умер 17 декабря 1972 года